# Tifton
Tifton est une ville de Géorgie, aux États-Unis. Il s'agit du siège du comté de Tift.

## Démographie
| 1900  | 1910  | 1920  | 1930  | 1940  | 1950  |
| ----- | ----- | ----- | ----- | ----- | ----- |
| 1 384 | 2 381 | 3 005 | 3 390 | 5 228 | 6 831 |

| 1960  | 1970   | 1980   | 1990   | 2000   | 2010   |
| ----- | ------ | ------ | ------ | ------ | ------ |
| 9 903 | 12 179 | 13 749 | 14 215 | 15 060 | 16 350 |

## ville jumelle
- Linyi, Chine (2010)